# (8863) 1991 UV2
1991 يو في 2 (ويعرف أيضًا باسم (8863) 1991 يو في 2 وفق تسمية الكوكب الصغير) (بالإنجليزية: 1991 UV2)‏ هو كويكب ضمن حزام الكويكبات؛ وترتيبه 8863 من حيث الاكتشاف.
اكتُشف هذا الجُرم الفلكي بواسطة هيروشي كانيدا في 31 أكتوبر 1991.

## وصلات خارجية
- (8863) 1991 UV2 في قاعدة بيانات مختبر الدفع النفاث لأجرام النظام الشمسي الصغيرة

- الاكتشاف · مخطط المدار ·  العناصر المدارية · المعلمات المادية

- (8863) 1991 UV2 على موقع ويكي سكاي: DSS2, SDSS, GALEX, IRAS, Hydrogen α, X-Ray, Astrophoto, Sky Map, Articles and images